# Kokotoni Wilf
Kokotoni Wilf — компьютерная игра, выпущенная компанией Elite Systems в 1984 году на нескольких платформах.

## Общая информация
Игрок управляет крылатым человеком по имени Кокотони Вильф, задача которого — собрать все части Драконьего амулета, разбросанные по разным историческим эпохам. Всего в игре представлены шесть эпох: древний мир (965 год до нашей эры), средневековье (1066 — год нормандского завоевания Англии), эпоха Возрождения (1467 год), Новое время (1784 год), современность (1984 год) и будущее (на момент создания игры — 2001 год). В каждой эпохе нужно найти и собрать все фрагменты амулета, после чего появится последний фрагмент, до этого невидимый.
В каждой эпохе главному герою необходимо преодолеть множество разных опасностей, характерных для данного исторического периода — от динозавров и лучников до взлетающих самолётов и космических кораблей. Герой не имеет оружия и должен просто избегать этих опасностей. Всего в игре 63 экрана, часть из них представлена в виде мини-лабиринтов.

## Отзывы
- CRASH — 84 %[1]
- Home Computing Weekly — 4/5[2]

## Дополнительные факты
- Elite Systems проводила конкурс: первые 100 игроков, прошедших Kokotoni Wilf, должны были получить бесплатную копию следующей игры компании — Fall Guy. Чтобы подтвердить своё прохождение, участники конкурса должны были сообщить информацию, открывающуюся в конце игры — для чего волшебник Ульрих послал Kokotoni Wilf’а на поиск частей амулета. В журнале Personal Computer Games за январь 1985 года было опубликовано письмо одного из читателей, который столкнулся с игровым багом: у него произошла некорректная загрузка программы, и информация об Ульрихе появилась до того, как он начал играть[3].
- Игру можно начать с любой из первых трёх эпох — для этого нужно нажать клавиши 1—3, причём предыдущие эпохи будут считаться пройденными[4].
- В 965 году до нашей эры присутствуют динозавры, что совершенно не соответствует исторической действительности (динозавры вымерли около 65 млн лет назад).